# Elevators (album)
Elevators je drugi studijski album slovenske zasedbe Elevators, ki je izšel leta 2008 pri založbi Celinka. Gre za prvi album, ki ga je zasedba posnela z novim članom, kitaristom Robijem Piklom. Večinoma vsebuje instrumentalne skladbe, pa tudi nekaj vokalnih vložkov. »Vokale uporabljamo bolj priložnostno, za zabavo. /.../ Jasno ti je 'aha, tu bi imel pa vokale'. Vidiš, da obstaja prostor za vokal, komad diši po tem, da bi bilo zelo dobro, da bi ta prostor namesto kakšnega solo inštrumenta zavzel vokal, plus imaš možnost nekega besedno-izpovednega polja. Lahko še kaj poveš, če imaš kaj za povedat«, je o vokalnih skladbah dejal klaviturist skupine, Davor Klarič. Pri snemanju so kot gostje sodelovali Tokac, Blaž Celarec in Janez Dovč.

## Naslov in koncept
»Se mi zdi, da smo se našli, da je to to, nismo rabili drugega naslova. Mislim, smo imeli še par drugih naslovov pripravljenih /.../«, je o naslovu albuma dejal Klarič, bas kitarist zasedbe, Jani Hace, pa je dodal: »Vse, kar je, smo mi z našimi inštrumenti in glasovi. Ni nekega bistvenega olepšavanja in tudi design je sestavljen tako, da je napis 'Elevators' sestavljen iz črk naših inštrumentov, iz teh firm, in tudi miks, ki smo ga delali, je bila tendenca in želja nas vseh, da je čim bolj 'rough' oz. čim manj, da se sliši ta produkcija. /.../ Tukaj je bilo vse to tako zelo prvinsko mišljeno.«

## Sprejem
Na spletni strani Rockline so med drugim zapisali: “Glasbena srž instrumentalne improvizacije in vodenja osnovnih fraz – motivov, ohranja absolutno prednost pred občasno integracijo vokalov. Prva skladba »Bob Miller« je prava jazz rock fusion poslastica s progresivno noto /.../. Večplastno podobo te skupine razkriva naprej »funky retro seventies disko jazz prepognjenka«  Prva Pomoč, kjer skupina odlično vokalno reši situacijo in ponudi albumskega kandidata za hit single. /.../ »Orao javi se« (naslov za vse ljubitelje Jugoslovanske eskadrilje) utrjuje začrtano jazz rock fusion platformo otvoritve albuma. »Hišni ljubimec« prikupno občuje z latino melosi in ritmi, če pa bi bil v nadaljevanju ploščka Harry Belafonte Ajdovec, bi skladal v slogu skladbe »Skuoči, skuoči« – to je genialna burleska, ki jo kar razganja od lucidnosti. /.../ Tu je izjemen jazz rock fusion briljant tipa »Mladi metri« v nadaljevanju albuma, ki bi bil z lahkoto uvrščen na mesto otvoritve albuma, skupina pa na njem, kot tudi pred koncem z »White Apple Jam« in »A Freaky«, le poglablja noto nepredvidljivega, do mere celo spontanega nizanja dogodkov na tem visoko dinamičnem albumu. Zaključna skladba »Čedo ljubavi« pripelje na vokal »Dan D-jevega« Tomislava Jovanoviča - Tokca, ki s svojim zasanjano čutečim vokalom v funkoidno gravuro okolja glasbene spremljave prida občutek šansona, ki umiri album v zaključku.” Dodali so še: “Elevators so pojem kvalitete, ki je postavila izrazno letvico zelo visoko. Vprašanje je, katera skupina jo bo dosegla ali presegla. Gre za skupino, ki ima vse. Izdelano art karizmo, izredno srž interpretacije, izzivalno nevsakdanjost. Vse česar se dotakne, seva občutek popolnosti in strogo začrtanega perfekcionizma. Preprosto. Tu je toliko kilometrine in izkušenj, ob brezsramnem izžarevanju glasbenih talentov kvarteta, da očitno Elevators ne morejo ustreliti mimo. Obenem je osnovni predpogoj izpolnjen. Delavna kemija med fanti je izjemna, kar pomeni, da so v ekipi pravi ljudje na pravih mestih.”
Dušan Jesih je v spletni recenziji za MMC RTV-SLO zapisal, da se je kvartet na albumu predstavil z “ostrejšim kitarskim in bolj organskim zvokom, kot pa na prvencu” in, da skupina še vedno prisega na “izrazito pozitivistično naravnano glasbo, ki temelji na fankijaških plesnih ritmih, a se ne brati več toliko z džezom in soulom.”

## Seznam skladb
Avtorji vse glasbe so Elevators, avtor vseh besedil pa Sergej Ranđelović.
| Št. | Naslov                      | Dolžina |
| --- | --------------------------- | ------- |
| 1.  | „Bob Miller‟                | 5:18    |
| 2.  | „Prva pomoč‟                | 4:09    |
| 3.  | „Orao javi se (Oj Sokole)‟  | 4:01    |
| 4.  | „Hišni ljubimec‟            | 3:47    |
| 5.  | „Skuoči, skuoči‟            | 3:20    |
| 6.  | „I.E.‟                      | 5:36    |
| 7.  | „Smiles‟                    | 3:56    |
| 8.  | „Mladi metri‟               | 3:48    |
| 9.  | „UFO Race‟                  | 5:01    |
| 10. | „White Apple Jam‟           | 6:57    |
| 11. | „Freaky‟                    | 3:21    |
| 12. | „Čedo ljubavi‟ (gost Tokac) | 5:43    |

## Osebje

### Elevators
- Davor Klarič – klaviature, vokal
- Robi Pikl – kitara, vokal
- Jani Hace – bas, vokal
- Sergej Ranđelović-Runjoe – bobni, vokal

### Gostje
- Tomislav Jovanović - Tokac – vokal (12)
- Blaž Celarec – tolkala (3, 4, 6-8)
- Janez Dovč – harmonika (5)

### Produkcija
- Izvršni producent: Robert Lebar
- Tonski mojstri: Aleks Vičič (JORK), Tomaž Maras-Mot (RSL), Andrea Bondel (The Fandango Sound)
- Miks: David Šuligoj
- Mastering: Janez Križaj
- Fotografije: Igor Škafar
- Oblikovanje CGP: Neja Engelsberger
- Styling: Bruno Barraq